# Honorable C.N.O.T.E.
Carlton Mays, Jr. (Benton Harbor, 8 de abril de 1981), mais conhecido pelo nome artístico de Honorable C.N.O.T.E., é um compositor e produtor musical norte-americano. Atuando na música desde 2007, Honorable trabalhou com artistas como 2 Chainz, Gucci Mane, Migos, Flo Rida e Christina Aguilera, e foi referido como "um marco na cena do hip-hop" pela revista Billboard.